# Calycomyza sonchi
Calycomyza sonchi är en tvåvingeart som beskrevs av Spencer 1969. Calycomyza sonchi ingår i släktet Calycomyza och familjen minerarflugor. Inga underarter finns listade i Catalogue of Life.